# Кюстендил (книга)
„Кюстендил“ e историко-географски и етнографски очерк за Кюстендил от Георги Друмохарски - български културен деец и общественик. Издадена e през 1900 г. в Кюстендил от печатница „Бр. Г. Дюлгерови", съдържа 96 страници.

## Последващи издания
През 2004 г. в Кюстендил е издадено ІІ фототипно издание на книгата от кюстендилското читалище „Братство“.
През 2010 г. в Кюстендил, изд. „Константин Драгаш“ публикува осъвременено издание само на четвъртия раздел на книгата със заглавие „Близкото минало на Кюстендил", с обем 64 с.